# Wilhelm Kempff
Wilhelm Kempff (født 25. november 1895 i Jüterbog, død 23. maj 1991 i Positano, Italien) var en tysk pianist, organist og komponist.
Kempff studerede ved musikhøjskolen i Berlin, var 1924-29 direktør for musikhøjskolen i Stuttgart, og derefter bosat i Potsdam. Som pianist og organist gjorde han sig kendt i hele Europa. Kempff har skrevet symfonier, korværker, kammermusik med mere.
Hans selvbiografi Unter dem Zimbelstern udkom 1951.